# Šator (planina)
Šator je planina na zapadu BiH koja razdvaja Livanjsko od Glamočkog polja.
Najviši vrh je Šator, 1875 m n/v. Ispod samog vrha nalazi se Šatorsko jezero, uz koji se nalazi i hotel, omiljeno izletište ljudi iz okolnih općina.

## Položaj
Šator se ubraja u primorsko područje, zapadno bosanska krška visoravan, zajedno s planinama od Osječenice do Veleža. Leži sjeverozapadno zapadno od Glamoča na udaljenosti 25 km zračnom linijom, na istoku od Bosanskog Grahova na udaljenosti 19 km i na istoku od Drvara 29 km. Planina je dobila ime zbog svog piramidalnog oblika, a i zbog bjeline vapnenačkih krševa. Pored Velikog Šatora ističu se i ostali vrhovi: Babina greda (1862 m), Mali Šator (1768 m) i Velika Lisina (1701 m).
Pravac pružanja je paralelan s ostalim planinama Dinarskog sistema, odnosno s obalom Jadranskog mora od sjeverozapada prema jugoistoku. U odnosu na susjedne planine, Šator se nalazi južno od planine Jadovnik na koju se veže kod sela Veliko Tičevo, a sjeverozapadno od planina Staretine i Velike Golije, na koju se vezuje kod Bundine kose. Sa zapada Šator je ograničen Bosansko-Grahovskim i Livanjskim poljem, s istoka Glamočkim poljem. U horizontalnom pogledu Šator je najduži od mjesta zvanog Ružića Draga kod Velikog Tičeva do Marića Naslona kod Staretine u dužini od 26 km, a najširi je u centralnom dijelu između Peulja i Rora u širini od 11 km. Najniža točka je 920 m i nalazi se u selu Preodac.
Površina planine iznosi ukupno 10.559,25 hektara, i to 9.622,75 pod šumom, a 936,50 hektara zauzimaju razne planinske livade, pašnjaci, vrtače, ponori i goli krš.